# فراشيات فتالة
الفراشيات الفتالة أو فصيلة تورتريسيدي(الاسم العلمي: Tortricidae) (بالإنجليزية: tortrix moths)‏ وهي فصيلة من حشرات العث تحت رتبة حرشفيات الأجنحة. تعتبر الفراشيات الفتالة فصيلة كبيرة تضم أكثر من 10350 فصيلة مذكورة، وهي العضو الوحيد في العائلة الفائقة تورترايسيدي (Tortricoidea). وتعتبر العديد من حشرات العث هذه مهمة من الناحية الاقتصادية. أوليثريوتيدي (Olethreutidae) هو مرادف حديث العهد. إن وضعية الوقوف النموذجية هي والأجنحة مثنية للخلف لتكون منظرًا جانبيًا مكتملاً أفضل.

## بعض الفراشات الفتالة الشائعة
تتضمن الفراشات الفتالة بعض الحشرات الهامة اقتصاديًا، ومن بينها :-
- عث تورتريكس الفاكهة الصيفية (Summer fruit tortrix moth) (أدوكسوفيس أورانا) (Adoxophyes orana)
- عث تورتريكس شجرة الفاكهة (Fruit tree tortrix moth) (أرتشيبس بودانا) (Archips podana)
- لفيفة الورق الحمراء (Rose leaf roller) (أرتشيبس روزانا) (Archips rosana)
- أرجيروتنيا 1جونجيانا (Argyrotaenia ljungiana)، حشرة على الكرم والذرة الشامية وأشجار الفواكة
- عث الخوخ (Peach moth) (سيديا موليستا) (Cydia molesta)
- عث التفاح(Codling moth) (سيديا بومونيلا) (Cydia pomonella)
- عث فاكهة البرقوق (Plum fruit moth) (سيديا فونيبرانا) (Cydia funebrana)
- عث البازلاء (Pea moth) (سيديا نيجريكانا) (Cydia nigricana)
- عث الكستناءة والبلوط (Chestnut and acorn moth) (سيديا سبليندانا) (Cydia splendana)
- عث العنب (Grape berry moth) (إندوبيزا فيتينا) (Endopiza viteana)
- عث التفاح البني الفاتح (Light brown apple moth) (إيبيفياس بوستفيتانا (Epiphyas postvittana))
- ثقابة القنب (Hemp borer) (جرافوليتا ديلينان (Grapholita delineana))
- عث الفاكهة الشرقي (Oriental fruit moth) (جرافوليتا موليستا (Grapholita molesta))
- دودة فاكهة الكريز (Cherry fruitworm) (جرافوليتا باكاردي (Grapholita packardi))
- عث الكرم الأوروبي (European Grapevine Moth) (لوبيسيا بوترانا (Lobesia botrana))
- عث تورتريكس شجرة الفاكهة المخطط (Barred fruit tree tortrix moth) (بانديميس سيراسنان (Pandemis cerasana))
- تورتريكس طويل الملماس (Long-palped tortrix) (لفيفة ورق العنب (Vine leaf roller)) (سبارجانوثيس بيلريانا (Sparganothis pilleriana))
- عث البراعم (Bud moth) (سبيلونوتا أوسيلانا (Spilonota ocellana))
- عث القد الزائف (False codling moth) (ثاوماتوتبيا (كريبتوفليبيا) ليوكوتريتا (Thaumatotibia (Cryptophlebia) leucotreta))

أنظر أيضًا عث الفول القافز المكسيكي (Mexican jumping bean moth) (سيديا ديشايسيانا (Cydia deshaisiana))

### تورتريسيد (tortricid) قياسي - عث القد (codling moth)
تعتبر تورترايسيدي (Tortricidae) من أكثر العائلات أهمية في الحشرات التي تتغذى على الفواكة، على المستوى الاقتصادي مع تنوع التغذية المرتكزة على الفاكهة والبراعم والأوراق والفسائل. في ولاية نيويورك، يوجد ليس أقل من 17 فصيلة من تورترايسيدي (Tortricidae) التي يطلق عليها حشرة بالنظر إلى إنتاج التفاح.
تعتبر عث القد (Codling moth) سيديا بومونيلا (Cydia pomonella) من الفصائل التي تسبب ثقوبًا دودية في التفاح. لقد انتشرت على نحوٍ مفاجئ من نطاقها الأصلي في أوروبا وأصبحت توجد الآن في الشمال وأمريكا الجنوبية، جنوب أفريقيا، أستراليا ونيوزيلاند أينما ينمو التفاح. تتطلب المكافحة استخدام أقوى المبيدات الحشرية المتاحة - كان يتم استخدام أرسينات الرصاص ودي دي تي (DDT) لسنواتٍ طويلة. هذه المواد الكيميائية قدمت أخطار بيئية جسيمة، وبأي حال، فقد تطورت مقاومة الحشرة بالتدريج ضد هذه المبيدات. في الوقت الحالي، تفضل مرشات الفوسفات العضوي، حيث يتم ضبط توقيتها بحرص لللإمساك باليرقات التي تضع البيض قبل أن تتمكن من اختراق الفاكهة.

## وصلات خارجية
- British Tortricoid Moths.
- [<a href="http://www.tortricidae.com">http://www.tortricidae.com</a> Tortricid.net]
- عائلة [<a href="http://lepidoptera.pro/family/tortricidae/">http://lepidoptera.pro/family/tortricidae/</a> Tortricidae] في ليبيدوبتيرا برو (Lepidoptera.pro)
- [<a href="http://nlbif.eti.uva.nl/bis/tortricidae.php">http://nlbif.eti.uva.nl/bis/tortricidae.php</a> Eurasian Tortricidae]
- المجموعة الحيوانية لتورتريسيد الخاص بالتفاح في نيويورك.(ليبيدوبتيرا: تورتريسيد): (LEPIDOPTERA TORTRICIDAE) وتتضمن مجموعة من الحوادث الخاصة بالتفاح في الولاية، لاسيما كنبات متأقلم، كتبه بي جي تشابمان (P.J. Chapman) وأس إي. لينك (S.E. Link)، جينيف:محطة التجارب الزراعية بولاية نيويورك، 1971
- [<a href="http://entomology.ifas.ufl.edu/creatures/trees/moths/nantucket_pine_tip_moth.htm">http://entomology.ifas.ufl.edu/creatures/trees/moths/nantucket_pine_tip_moth.htm</a> رياسيونيا فراسترانا (Rhyacionia frustrana)، عث مقدمة الصنوبر بنانتيكيت] على موقع ويب الكائنات المميزة في جامعة فلوريدا (UF) / IFAS